# Grotteria
Grotteria è un comune italiano di 2 828 abitanti della città metropolitana di Reggio Calabria in Calabria. 

## Geografia fisica
Grotteria è una cittadina della Vallata del Torbido nella Locride, è uno dei territori del versante jonico, 30º comune per superficie della provincia di Reggio Calabria

### Caratteristiche geologiche
Il territorio di Grotteria si sviluppa su un complesso di calcare evaporitico bianco-giallastro, talvolta arenaceo, con sottili strati di silts e argille siltose. Questo substrato geologico presenta una moderata resistenza all'erosione e una media permeabilità.
Nelle aree circostanti si trovano depositi di sabbie grossolane, di colore variabile dal bruno chiaro al biancastro, caratterizzate da buona compattazione e intercalazioni arenacee. Questi depositi mostrano una moderata resistenza all’erosione e un’elevata permeabilità, influenzando le caratteristiche idrogeologiche del territorio.

## Origini del nome
Sorta in una zona abitata fin dal secolo VIII a.C., stando ai reperti archeologici rinvenuti nei dintorni, viene da alcuni identificata con l'antico Castrum Minervae. Il toponimo, che in documenti del Duecento, redatti in greco, compare nelle forme Agriotèra, Agriotèras e Agriotèrou, nel XIV secolo è attestato come Grutteriae, Agrettarie e Gruttarie; potrebbe trattarsi di un composto delle voci greche àgrios, "selvaggio", e tèra, "caccia", o di un derivato del greco krupterìa, "luogo nascosto", "nascondiglio". Non manca però chi riporta la denominazione del centro al latino CRYPTA AUREA, "grotta dorata", riferito alle miniere d'oro che si trovavano nelle sue vicinanze.

## Storia
Le origini di Grotteria sono incerte. Sembra sia stata fondata, prima dell'XI secolo a.C. dal greco Idomeneo che costruì in quel luogo un tempio dedicato alla dea Minerva. Per questa ragione il centro fu chiamato Eruma Atenaies (Castel di Minerva). In seguito fu occupato dai locresi che lo rinominarono Athenaeon forse per la presenza di edifici dove si insegnavano le scienze e le arti. Quando l'imperatore romano Augusto occupò molti luoghi della Calabria (compresa Grotteria) il nome della cittadina fu nuovamente modificato in Crypta-Aurea (Grotta d'oro). Nella zona circostante il centro abitato, infatti, esisteva una miniera dalla quale si estraevano minerali tra cui anche oro e argento. Nel X secolo d.C. i Saraceni invasero le coste calabre costringendo le popolazioni a spostarsi nelle zone più interne.
Anche i grotteresi abbandonarono le abitazioni, portandosi sulla cima di una collina, nel tentativo di difendersi dagli attacchi via mare. Contemporaneamente la Calabria fu soggetta al dominio bizantino e Grotteria risentì molto dell'influenza di Costantinopoli. Usi, costumi, riti religiosi e denominazioni si adeguarono alle tradizioni degli invasori. Anche il nome del torrente Zarapotamo, che scorre nei pressi del paese, deriva dal greco e vuol dire “fiume asciutto”. Pochi anni dopo, però, i Normanni si insediarono nella regione e Grotteria fu inserita nella contea di Ruggiero d'Altavilla con giurisdizione sui territori compresi tra Squillace e Reggio Calabria.
All'inizio del XII secolo il paese diventò signoria indipendente, acquisendo una notevole importanza. Ma questo momento di prosperità durò poco perché nel 1160 e nel 1184 due violenti terremoti si abbatterono su Grotteria, provocando danni e vittime.
Con l'arrivo degli Svevi nel XIII secolo il borgo rifiorì e verso il 1458 Grotteria fu a capo di un'importante contea, avendo ben 32 casali sotto la sua dipendenza tra cui i centri di Martone, Mammola, Siderno, Gioiosa Jonica e San Giovanni. Raggiunse il suo massimo splendore nel 1507 quando la sua giurisdizione raggiunse la massima estensione. Nel frattempo si diffuse l'uso della lingua volgare e il paese fu denominato Grottarea, poi Grottaria, quindi Grotteria. In seguito ai danni provocati dal terremoto del 1783 si avanzò l'ipotesi di trasferire il centro storico altrove, ma si scelse invece di ricostruirlo.
Tra il XIII e XVIII secolo molte dinastie feudali possedettero Grotteria, dai Piscicelli ai Caracciolo ai De Luna, ai D'Aragona de Ayerbe, ai Carafa. Questi ultimi lo tennero a lungo, e in due distinte fasi, fino al 1806.
Nel 1806 Giuseppe Bonaparte, fratello di Napoleone, fu acclamato re di Napoli. Col nuovo riordino amministrativo che ne seguì Grotteria diventò circondano con giurisdizione sui territori di Mammola, Gioiosa Jonica, Martone e San Giovanni. Ma ancora una volta la cittadina fu devastata. Il 13 novembre 1855, infatti, un violentissimo temporale distrusse le abitazioni e inondò le campagne, riducendo molte famiglie in miseria.

## Monumenti e luoghi d'interesse

### Architetture religiose
La religiosità dei grotteresi è testimoniata dal fatto che, nella sua storia, Grotteria giunse a possedere ben 23 luoghi di culto. Oggi rimangono la chiesa di San Giorgio Martire (detta San Domenico); quella di San Nicola;
il santuario del Santissimo Crocifisso; la Cattolica dei greci parrocchia Santa Maria assunta (Matrice); la cappella della Concezione; la chiesetta di Sant'Antonio, e la chiesa di recente costruzione, Molte altre non esistono più: la chiesa del Carmine, la chiesa di San Giorgio, la chiesa di Valverde, la chiesa del Soccorso, la chiesa della Trinità, la cappella di Sant'Onofrio, la chiesa della Santissima Annunziata, la chiesa detta dell'Oratorio, la chiesetta/cappella della Bofia detta Madonna della scala.

#### Chiesa di San Giorgio Martire (Detta San Domenico)
Fu costruita nell'XI secolo e distrutta dal terremoto del 1793. Riedificata, fu nuovamente danneggiata dal sisma del 7 marzo 1928 e ristrutturata due anni dopo. La facciata presenta un portale in pietra con decorazioni a fiori affiancato da quattro finte colonne corinzie (due per lato). L'interno è a unica navata. L'altare in marmi policromi è sormontato dalla statua della Madonna di Pompei con Santa Caterina da Siena e San Domenico. Nella chiesa, inoltre, sono custoditi un fonte battesimale in marmo con copertura in legno e un'antica statua di Santa Filomena donata alla parrocchia dalla famiglia Tavernese.

#### Sant'Antonio
Fu fondata nel 1640 dall'avvocato Antonio De Maggio. Successivamente divenne cappella privata della famiglia Macedonio. Nella facciata si apre un ingresso sormontato da un timpano a lunetta con stemma. Sopra una finestra. All'interno c'è una pala d'altare in muratura con la statua di Sant'Antonio da Padova. Nella chiesetta è anche custodita la statua di San Vincenzo Ferreri (XVIII secolo).

#### Santuario SS. Crocifisso
Fu costruita, più ampia e in stile moderno, su una preesistente chiesetta risalente al XVI secolo. Il piccolo edificio, infatti, subì molti danni a causa del terremoto del 1783 e fu completamente distrutto da quello del 1908. La facciata presenta un portale in muratura con due nicchie laterali. All'interno, a unica navata, è custodito il Santissimo Crocifisso (probabilmente opera seicentesca di un frate cappuccino) al quale i grotteresi attribuiscono un prodigio. Nel febbraio 1745 una terribile tempesta si abbatté sulla zona provocando danni e vittime. I fedeli, allora, portarono in processione il Crocifisso e, improvvisamente, la pioggia cessò. Da allora il SS. Crocifisso diventò patrono di Grotteria sostituendo San Gaudioso. Inoltre nel santuario si custodiscono la statua della Madonna Addolorata, della Madonna di Valverde, la statua lignea del sacro cuore di Gesù, ed un feretro policromo ligneo con all'interno il Cristo morto deposto dalla croce adornato da tutti i simboli lignei della passione.

#### Cattolica dei Greci parrocchia Santa Maria Assunta (Matrice)
Una delle più importanti e imponenti della diocesi di Locri-Gerace, subito dopo la basilica minore di Gerace. Fu eretta probabilmente alla fine del X secolo con il nome di Maria Santissima Assunta della Cattolica dei Greci. Distrutta dal terremoto del 1783, fu ricostruita e riaperta al culto il 12 novembre 1926. La facciata presenta un portale in muratura sormontato da un timpano spezzato e da una finestra rettangolare (anch'essa con timpano). Più in alto un rosone cieco. Ai lati dell'ingresso, al quale si accede attraverso una scalinata, ci sono due finestre. Sulla chiesa svetta il campanile con l'orologio.
L'interno è a tre navate. Sull'altare in marmi policromi, trova posto una tela raffigurante il Crocifisso. Le pareti e la cupola dell'abside sono interamente affrescate e vi si trovano anche alcune grandi tele di notevole pregio: “ Crocifisso tra Santi” (opera secentesca della maniera del Ribeira), “San Francesco con l'Assunta” (anche questa opera secentesca di Fabrizio Santafede, della scuola di Andrea da Salerno), proveniente dal convento dei Cappuccini, che sorgeva nell'area oggi occupata dalla chiesa del Crocifisso, “Madonna delle Grazie con Angeli e Santi e un Giovinetto in costume nobiliare” (dipinto ad olio di Scuola Napoletana, recante l'iscrizione "Janaurius Sernelli A.D. 1720"). Lungo le navate ci sono due altari con le statue della Madonna Immacolata e di San Giuseppe. Nella chiesa sono anche conservate le statue della Madonna del Rosario, Madonna delle grazie, Santa Lucia, San Giovanni Apostolo, Sant'Antonio, Cristo Risorto (proveniente dalla antica chiesa che sorgeva di fianco alla piazza del tocco attuale teatro), San Francesco di Paola con reliquia, Sant'Antonio Abate (quest'ultima opera del pittore e scultore locale, Giuseppe Cavaleri).

#### San Nicola de' Francò
La chiesa di San Nicola di Bari è detta di Francò dal cognome di una fedele che avviò i lavori di costruzione dell'edificio (XV secolo). La facciata presenta un portale in pietra sormontato da una finestra. Più in alto una struttura in muratura con campane. All'interno, a unica navata, c'è un altare in marmi policromi sul quale è stata sistemata una tela raffigurante la Madonna con il Bambino insieme a San Nicola e San Domenico. Nella chiesa è conservata anche una statua di San Nicola

#### Cappella della Concezione
La cappella, ricavata nelle catacombe della chiesa matrice, fu sistemata tra il XIII e il XIV secolo. Della struttura originaria rimane ancora un'arte della pavimentazione e lo scheletro di alcuni gradini che comunicavano con la matrice. I lavori di recupero delle catacombe e di ampliamento della cappella sono stati interrotti per rischio di crollo. All'interno è custodita un'antica statua in marmo raffigurante la Madonna della Concezione con il Bambino (IV secolo d.C.).

#### San Nicola de Protonotaris in contrada Pirgo
Costruita nel 1963 per servire meglio le varie frazioni oltre il Torbido, dopo il trasferimento della parrocchia dalla chiesa di Santo Stefano Papa(nell'omonima contrada) a quella di Pirgo. Dopo questa chiesa, fu costruita un'altra accanto, che oggi è la sede della parrocchia. 

#### Santuario della Madonna delle Grazie in contrada Farri
Il santuario fu costruito, probabilmente, intorno al 1400, dipendendo dal monastero di Santa Barbara di Mammola e successivamente alla Matrice di Grotteria. Fu ricostruito molte volte, a causa delle esondazioni della fiumara Torbido. Il 27 luglio 1997 la Madonna delle Grazie di Farri fu proclamata Regina e protettrice della Vallata del Torbido ed è festeggiata l'ultima domenica di luglio.

#### Santo Stefano Papa e Martire
La struttura originaria è dell'XI secolo, allargata tra il XVIII e il XIX secolo e dipendendo dal diciassettesimo secolo dalla matrice di Grotteria. La chiesa fu fondata da dei monaci di Serra San Bruno e dal 1912 al 1963 fu sede della parrocchia di San Nicola de Protonotaris. Santo Stefano papa e martire viene festeggiato il 2 agosto.

### Architetture civili
Percorrendo le vie del paese, si possono ammirare diversi portali che ornano le facciate dei principali palazzi, testimonianza della storia del paese, ed elemento distintivo e di prestigio delle famiglie nobili locali. Generalmente i blocchi che compongono i portali sono in granito e lo stemma nobiliare è inserito nella chiave di volta, con sotto inciso l'anno di costruzione. Della loro storia si occupa ampiamente la "Cronaca di Grotteria"

#### Palazzo Macedonio
Contiguo alla cappella di San Domenico, antica cappella gentilizia dei proprietari l'edificio, dimora dei duchi Macedonio ha un portale in pietra lavorata. Interessante l'interno, con archi e colonne in pietra. Qui, in un'ampia nicchia, viene solitamente allestita la stalla del tradizionale preepe vivente che si tiene a Grotteria.

#### Palazzo Palermo

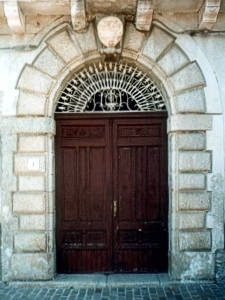
Portale del Palazzo Palermo di Santa Margherita nella ex Piazza San Domenico a Grotteria, oggi intestata a Nicola Palermo

Sorge nell'antica piazza di San Domenico, oggi intestata al patriota Nicola Palermo della famiglia dei fondatori, i baroni Palermo di Santa Margherita.

#### Palazzo Arena
Fondato nel XVI secolo dalla nobile famiglia de Arena (oggi estinta) sorge in via Vittorio Emanuele III e, pur versando in uno stato di estremo degrado, presenta ancora il più bello tra i portali monumentali dei palazzi nobili del paese, la cui costruzione risale al 1773.

#### Palazzo Lupis-de Luna d'Aragona
Fondato dall'antica famiglia feudataria dei de Luna d'Aragona nel XVI secolo e per alleanze matrimoniali giunto ai Manso e nel XVII secolo ai Lupis-Macedonio, si trova nell'antica Piazza del Tocco. Tra gli elementi artistici di rilievo il portale monumentale, opera secentesca della scuola scultorea di Serra San Bruno e la biblioteca che raccoglie oltre 7.000 volumi e diverse collezioni d'arte, busti e ritratti, tra gli altri, dello scultore locale Giuseppe Cavaleri. 

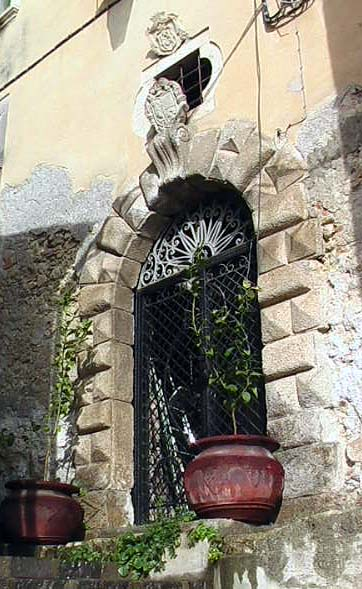
Il portale di Palazzo Lupis, opera di scalpellini di Serra San Bruno nel sec. XVIII

#### Villa Falletti
Possente costruzione edificata dalla famiglia Falletti nel XVII secolo, in località Bombaconi. Su due livelli, conserva un bel portale lapideo.

### Architetture militari

#### Castello
Il castello di Grotteria, situato sulla rupe di Santa Margherita a circa 420 metri sul livello del mare, fu probabilmente eretto dai Normanni tra l'XI e il XII secolo su resti di una struttura precedente, forse bizantina, utilizzata come Phourion per il controllo della via istmica. Nonostante la sua originaria funzione di fortezza, con feritoie per il controllo e la difesa, il castello ha subito diverse trasformazioni nei secoli, passando da residenza fortificata a prigione, fino al definitivo abbandono.
Tra il 1400 e il 1500, il castello visse il suo periodo di massimo splendore, ma i frequenti terremoti e le ristrutturazioni necessarie ridussero progressivamente la sua integrità. L'ultimo grande evento di distruzione avvenne nel 1783, quando un terremoto devastò la Calabria meridionale, compromettendo gravemente la struttura. Già ridotto a rudere nel XIX secolo, il castello venne definitivamente abbandonato, lasciando dietro di sé solo mura perimetrali, resti di torri, una cisterna idrica e tracce di un portale in granito, semidistrutto nel 1985.
Il castello si estende su un'area vasta e presenta una tipica architettura a recinto, con torri angolari: una circolare a nord e una semicircolare più a sud, mentre il mastio centrale, di forma circolare, dominava l'accesso alla fortificazione. La struttura, che un tempo era fortificata con un ponte levatoio, ospitava anche una cisterna per la raccolta dell'acqua. L'ingresso principale, protetto da un baluardo, era originariamente sorvegliato da merli, oggi murati. La sua posizione strategica consentiva di monitorare l'intera vallata, fungendo da punto di avvistamento e difesa dalle invasioni, in particolare quelle provenienti da nord.
Nel corso dei secoli, il castello passò attraverso varie mani nobiliari: dai Caracciolo nel XIV secolo, ai Correale nel XV, ai Carafa nel XVI, fino agli Aragona nel XVII secolo. Durante quest'epoca, il castello venne utilizzato anche come carcere, un'ulteriore testimonianza del declino che caratterizzò la sua esistenza. Dopo il terremoto del 1783, il castello perse definitivamente la sua funzione difensiva e divenne un rudere.

### Siti archeologici

#### Necropoli arcaica
È il complesso sepolcrale più importante venuto finora alla luce (XI-VI secolo a.C.), nel quale sono stati ritrovati molti corredi funerari, consistenti in ceramiche graffite e incise, di produzione locale.

#### Necropoli greche
Complesso sepolcrale di età classica costituito da tombe del tipo a cappuccina, di rito a "seppellimento".
Secondo complesso costituito da sepolcri a cappuccina, di rito a "inumazione" con corredi funerari contenenti anche ceramiche figurate.
Terzo complesso di costruzioni murarie di cui rimangono scarsi resti delle fondamenta.

#### Necropoli romana
Costituita da sepolcri a cappuccina, in prossimità della quale si suppone l'esistenza di resti di una "villa rustica" latina.
Reperti archeologici sono stati trovati nelle contrade Santo Stefano, Bombaconi, Pirgo, Zinnì, Farri, Agliola, Ricciardo, Marcinà, Seggio e Cambruso.

#### Portanova di Agropteria
Un poggio in località San Paolo ospita i resti di una struttura che, in epoca medievale, avrebbe costituito una postazione di controllo dei transiti tra il versante ionico e quello tirrenico.

## Società

### Evoluzione demografica
Abitanti censiti

## Cultura

### Feste e tradizioni

#### Triduo Pasquale
Durante il Triduo Pasquale Grotteria partecipa vivamente alla passione di Cristo facendo digiuni, veglie notturne e seguendo la santa croce sino ad arrivare alla domenica di Pasqua.
Giovedì Santo
Al termine della celebrazione della santa messa in coena domini, tutte le chiese della cittadina sono aperte a luci spente adornate con candele e piante fatte con legumi. Le chiese restano aperte tutta la notte per adorare il Santissimo Sacramento sino alla celebrazione del Venerdì santo.
Inizia il silenzio.

#### Venerdì Santo
Nel primo pomeriggio si celebra la "Passione Domini"
Al termine ricomincia il silenzio
In tarda serata si dà vita alla Via Crucis lungo tutte le vie della cittadina, con la bara di vetro del Cristo Morto portata per "voto" dalle donne, la Santa Madre Addolorata, la grande croce della morte porta sulla spalla di colui che vuole chiedere grazia, lampioni e croci di luci portate dai ragazzi del posto.
Lungo il tragitto ci si ferma 14 volte ogni fermata è posizionata dove c'è o anticamente c'era una chiesa, sino a giungere nella chiesa madre per poi proseguire la mattina seguente.
Prosegue il silenzio

#### Sabato Santo
La mattina presto dalla chiesa madre parte la via Matris dove si contemplano i 7 dolori della Madonna arrivati al calvario cittadino il parroco fa un'omelia al termine si torna dentro il santuario.
Ricomincia il silenzio sino alla celebrazione della risurrezione di Cristo al mezzanotte.

#### Domenica di Pasqua
Nel pomeriggio dopo la messa, si dà vita a una suggestiva rappresentazione della Passione di Cristo durante la quale portano sulle spalle le statue dell'Addolorata, di San Giovanni e del Cristo risorto. San Giovanni si reca correndo dalla Madonna per annunciarle che il figlio è risorto. Inizialmente lei non crede, ma poi decide di seguire l'apostolo. Percorrendo le strade del centro storico le statue di Gesù e della Vergine si incontrano in piazza San Domenico e, improvvisamente, alla Madonna viene tolto il velo nero che le copre il capo per far posto a un drappo azzurro.

#### Festa Patronale in onore del Santissimo Crocifisso
Momento cruciale nel corso dell'anno è la festa patronale che si svolge ogni anno la seconda domenica di settembre.
La festa ha inizio con una novena fino a giungere al giorno della festa dove fedeli da tutta Italia accorrono ad adorare il Crocifisso. Molto seguite anche le tradizionali processioni accompagnate dal suono festoso della banda. Nei giorni della festa le vie cittadine sono allestite da luminarie, ci sono concerti e spettacoli pirotecnici, il ballo dei giganti accompagnati dal ritmo dei "tamburinari" ed il tradizionale cavalluccio di fuoco.
Altra festa molto sentita in onore del Santissimo Crocifisso è quella del 16 novembre di ogni anno.

#### Presepe vivente
Grotteria, attraverso il presepe vivente, vuole riaffermare le sue tradizioni religiose insieme a quelle culturali e storiche e vuole far capire che il Natale è soprattutto, il giorno della nascita di Gesù Cristo.
Questa manifestazione si ripete ogni anno, il 26 dicembre.

#### Santo Stefano papa
I giorni 1 e 2 agosto, le contrade oltre il torbido di Grotteria festeggiano santo Stefano papa e martire, la cui chiesa si trova nell'omonima contrada.

#### Madonna delle Grazie
L'ultima domenica di luglio, località Farri e le contrade limitrofe festeggiano la Madonna delle Grazie di Farri, protettrice della Vallata del Torbido e venerata nell'omonimo santuario.

## Economia
Il clima aveva favorito in passato l'economia agricola basata prevalentemente sulla produzione di grano, olive, uva, pomodori, e accompagnata da allevamenti di ovini e caprini, nonché quella del baco da seta, oggi praticamente scomparsa.
Dell'intensa attività artigianale locale di un tempo (tra l'altro va ricordata la fiorente attività per la fabbricazione della pipa), oggi rimane soltanto una piccolissima traccia: sarti, falegnami, calzolai, fabbri, barbieri, che una volta avevano delle vere e proprie scuole, oggi si contano sulle dita della mano.
Tutto questo causato dalla massiccia emigrazione iniziata negli anni '50, e tuttora in corso in maniera inarrestabile, che ha svuotato quasi completamente il paese (gli abitanti attuali sono circa 3600 contro i 9242 del censimento del 1951), cosa comune a tutti i paesi dell'entroterra calabrese.

## Infrastrutture e trasporti
Il comune è interessato dalle seguenti direttrici stradali:
- Jonica
- di Mongiana
- Jonio-Tirreno

## Amministrazione
| Periodo           | Periodo           | Primo cittadino         | Partito                            | Carica                    | Note          |
| ----------------- | ----------------- | ----------------------- | ---------------------------------- | ------------------------- | ------------- |
| 8 marzo 1989      | 31 luglio 1989    | Francesca Crea          |                                    | Commissario prefettizio   | [ 15 ]        |
| 31 luglio 1989    | 17 agosto 1991    | Giuseppe Tarzia         | Democrazia Cristiana               | Sindaco                   | [ 16 ]        |
| 26 settembre 1991 | 23 giugno 1993    | Domenico Panetta        | Democrazia Cristiana               | Sindaco                   | [ 17 ]        |
| 23 agosto 1993    | 10 settembre 1993 | Francesca Iannò         |                                    | Commissario prefettizio   | [ 18 ]        |
| 10 settembre 1993 | 30 novembre 1993  | Francesca Iannò         |                                    | Commissario straordinario | [ 19 ]        |
| 7 dicembre 1993   | 17 novembre 1997  | Salvatore Lombardo      | Partito Democratico della Sinistra | Sindaco                   | [ 20 ]        |
| 17 novembre 1997  | 25 maggio 1998    | Leonardo Richichi       |                                    | Commissario prefettizio   | [ 21 ] [ 22 ] |
| 25 maggio 1998    | 28 maggio 2002    | Salvatore Lombardo      | Lista civica di centro-sinistra    | Sindaco                   | [ 23 ]        |
| 28 maggio 2002    | 29 maggio 2007    | Vincenzo Attilio Loiero | Lista civica di centro-sinistra    | Sindaco                   | [ 24 ]        |
| 29 maggio 2007    | 8 maggio 2012     | Vincenzo Attilio Loiero | Lista civica di centro-sinistra    | Sindaco                   | [ 25 ]        |
| 8 maggio 2012     | 12 giugno 2017    | Salvatore Leoncini      | Lista civica                       | Sindaco                   | [ 27 ]        |
| 12 giugno 2017    | 14 giugno 2022    | Vincenzo Attilio Loiero | Lista civica                       | Sindaco                   | [ 28 ]        |
| 14 giugno 2022    | in carica         | Giuseppe Racco          | Lista civica                       | Sindaco                   | [ 30 ]        |